# KSPO/Saison 2010
Dieser Artikel listet Erfolge und Mannschaft des Radsportteams KSPO in der Saison 2010 auf.

## Erfolge in der Continental Tour
| Datum   | Rennen                       | Kat. | Fahrer         |
| ------- | ---------------------------- | ---- | -------------- |
| 2. Juni | 2a. Etappe Tour de Singkarak | 2.2  | Sung Baek Park |

## Mannschaft
| Name           | Geburtstag         | Nationalität | Team 2009                        |
| -------------- | ------------------ | ------------ | -------------------------------- |
| Dong Hyun Choi | 28. Januar 1988    | Südkorea     | Neoprofi                         |
| Ha Neul Jung   | 23. Oktober 1990   | Südkorea     | Neoprofi                         |
| Jae Wan Jung   | 7. Februar 1985    | Südkorea     | Neoprofi                         |
| Jeong Gyo Jung | 25. August 1990    | Südkorea     | Neoprofi                         |
| Ji Min Jung    | 2. August 1991     | Südkorea     | Neoprofi                         |
| Dong Hun Kim   | 12. September 1986 | Südkorea     | Purapharm (2005)                 |
| Sung Baek Park | 27. Februar 1985   | Südkorea     | EQA-Meitan Hompo-Graphite Design |
| Bong Chul Shin | 12. Januar 1982    | Südkorea     | Neoprofi                         |
| Dong Hyun Shin | 25. Februar 1990   | Südkorea     | Neoprofi                         |
| Ho Sik Yun     | 6. März 1989       | Südkorea     | Neoprofi                         |